# Smiley – Das Grauen trägt ein Lächeln
Smiley – Das Grauen trägt ein Lächeln (Originaltitel: Smiley) ist ein US-amerikanischer Slasher-Film von Michael Gallagher. Der Film wurde am 25. Februar 2014 als DVD veröffentlicht.

## Hintergrund
Smiley ist ein Low-Budget-Film, selbstständig produziert von Michael Gallagher, bekannt durch seine Totally Sketch Episoden auf seinem YouTube-Kanal.
Der Film wurde nach dem Kinostart in den USA, am 11. Oktober 2012, in den deutschen Kinos am 31. Oktober 2012 veröffentlicht. Der Film ist auf Blu-ray, DVD und im iTunes Store als Download erhältlich. Die Premiere des Films fand am 9. Oktober 2012 bei dem Universal CityWalk in Universal City (Los Angeles) statt.

## Rezeption
Filmkritik-Aggregator Rotten Tomatoes verzeichnet für den Film lediglich vier positive von 23 Kritiken, mit einer durchschnittlichen Bewertung von 3,8/10 Punkten. Viele Rezensenten beschreiben den Film als sogenanntes Rip-Off der Filme Scream und Candyman.